# Cochranella ramirezi
"Cochranella" ramirezi
Espèce
Statut de conservation UICN

 VU B1ab(iii) : Vulnérable
"Cochranella" ramirezi est une espèce d'amphibiens de la famille des Centrolenidae. Depuis la redéfinition du genre Cochranella, il est évident que C. ramirezi n'appartient pas à ce genre mais aucun autre genre n'a pour l'instant été proposé de manière formelle.

## Répartition
Cette espèce est endémique de Colombie. Elle se rencontre dans les départements d'Antioquia et de Chocó de 20 à 830 m d'altitude sur le versant Ouest de la cordillère Occidentale.

## Description
Les mâles mesurent de 25,6 à 27,4 mm et les femelles jusqu'à 27,4 mm.

## Étymologie
Cette espèce est nommée en l'honneur de Fabio Ramírez.

## Publication originale
- Ruiz-Carranza & Lynch, 1991 : Ranas Centrolenidae de Colombia III. Nuevas especies de Cochranella  del grupo granulosa. Lozania, vol. 59, p. 1-18.